# Lista episoadelor din Prințul din Bel Air
Aceasta este o listă de episoade ale serialului Prințul din Bel Air, un sitcom american produs de televiziunea NBC. A avut șase sezoane, care au rulat inițial între anii 1990 și 1996, în total 148 de episoade.

## Prezentare generală
| Sezonul | Sezonul | Episoade | Premiera           | Premiera            | Data apariției pe DVD |
| Sezonul | Sezonul | Episoade | Premiera sezonului | Sfârșitul sezonului | Data apariției pe DVD |
| ------- | ------- | -------- | ------------------ | ------------------- | --------------------- |
|         | 1       | 25       | 10 septembrie 1990 | 6 mai 1991          | 8 februarie 2005      |
|         | 2       | 24       | 9 septembrie 1991  | 4 mai 1992          | 11 octombrie 2005     |
|         | 3       | 24       | 14 septembrie 1992 | 10 mai 1993         | 14 februarie 2006     |
|         | 4       | 26       | 20 septembrie 1993 | 23 mai 1994         | 8 august 2006         |
|         | 5       | 25       | 19 septembrie 1994 | 15 mai 1995         | 11 mai 2010           |
|         | 6       | 24       | 18 septembrie 1995 | 20 mai 1996         | 19 aprilie 2011       |

## Episoade

### Sezonul 1 (1990–1991)
| Nr. în serial | Nr. în sezon | Titlu                                            | Regizat de       | Scris de                                                            | Premiera           | Cod producție |
| ------------- | ------------ | ------------------------------------------------ | ---------------- | ------------------------------------------------------------------- | ------------------ | ------------- |
| 1             | 1            | „Pilot (The Fresh Prince Project)”               | Debbie Allen     | Andy Borowitz & Susan Borowitz                                      | 10 septembrie 1990 | 446801        |
| 2             | 2            | „Bang the Drum, Ashley”                          | Debbie Allen     | Shannon Gaughan                                                     | 17 septembrie 1990 | 446802        |
| 3             | 3            | „Clubba Hubba”                                   | Jeff Melman      | Rob Edwards                                                         | 24 septembrie 1990 | 446805        |
| 4             | 4            | „Not with My Pig, You Don't”                     | Jeff Melman      | Lisa Rosenthal                                                      | 1 octombrie 1990   | 446806        |
| 5             | 5            | „Homeboy, Sweet Homeboy”                         | Jeff Melman      | Samm-Art Williams                                                   | 8 octombrie 1990   | 446804        |
| 6             | 6            | „Mistaken Identity”                              | Jeff Melman      | Susan Borowitz & Andy Borowitz                                      | 15 octombrie 1990  | 446807        |
| 7             | 7            | „Def Poet's Society”                             | Jeff Melman      | John Bowman                                                         | 22 octombrie 1990  | 446808        |
| 8             | 8            | „Someday Your Prince Will Be in Effect (Part 1)” | Jeff Melman      | Story: Bennie Richburg, Jr. Teleplay: Cheryl Gard & Shannon Gaughan | 29 octombrie 1990  | 446810A       |
| 9             | 9            | „Someday Your Prince Will Be in Effect (Part 2)” | Jeff Melman      | Story: Bennie Richburg, Jr. Teleplay: Cheryl Gard & Shannon Gaughan | 29 octombrie 1990  | 446810B       |
| 10            | 10           | „Kiss My Butler”                                 | Rita Rogers Blye | Sandy Frank                                                         | 5 noiembrie 1990   | 446809        |
| 11            | 11           | „Courting Disaster”                              | Jeff Melman      | Sandy Frank & Lisa Rosenthal                                        | 12 noiembrie 1990  | 446811        |
| 12            | 12           | „Talking Turkey”                                 | Jeff Melman      | Cheryl Gard                                                         | 19 noiembrie 1990  | 446812        |
| 13            | 13           | „Knowledge is Power”                             | Jeff Melman      | Rob Edwards                                                         | 26 noiembrie 1990  | 446813        |
| 14            | 14           | „Day Damn One”                                   | Jeff Melman      | Cheryl Gard                                                         | 3 decembrie 1990   | 446803        |
| 15            | 15           | „Deck the Halls”                                 | Jeff Melman      | Shannon Gaughan                                                     | 10 decembrie 1990  | 446814        |
| 16            | 16           | „Lucky Charm”                                    | Jeff Melman      | Samm-Art Williams                                                   | 7 ianuarie 1991    | 446816        |
| 17            | 17           | „The Ethnic Trip”                                | Jeff Melman      | Benny Medina & Jeff Pollack                                         | 14 ianuarie 1991   | 446815        |
| 18            | 18           | „The Young and the Restless”                     | Jeff Melman      | Lisa Roseenthal                                                     | 21 ianuarie 1991   | 446817        |
| 19            | 19           | „It Had to Be You”                               | Jeff Melman      | Cheryl Gard                                                         | 4 februarie 1991   | 446818        |
| 20            | 20           | „Nice Lady”                                      | Jeff Melman      | Sandy Frank                                                         | 11 februarie 1991  | 446819        |
| 21            | 21           | „Love at First Fight”                            | Jeff Melman      | Lisa Rosenthal & Samm-Art Williams                                  | 18 februarie 1991  | 446820        |
| 22            | 22           | „Banks Shot”                                     | Jeff Melman      | Bennie Richburg Jr.                                                 | 25 februarie 1991  | 446821        |
| 23            | 23           | „72 Hours”                                       | Rea Kraus        | Rob Edwards                                                         | 11 martie 1991     | 446822        |
| 24            | 24           | „Just Infatuation”                               | Jeff Melman      | Jeff Pollack & Benny Medina                                         | 29 aprilie 1991    | 446824        |
| 25            | 25           | „Working It Out”                                 | Rita Rogers Blye | Shannon Gaughan                                                     | 6 mai 1991         | 446823        |

### Sezonul 2 (1991–1992)
Prințul din Bel Air (sezonul 2)

### Sezonul 3 (1992–1993)
Prințul din Bel Air (sezonul 3)

### Sezonul 4 (1993–1994)
Prințul din Bel Air (sezonul 4)

### Sezonul 5 (1994–1995)
Prințul din Bel Air (sezonul 5)

### Sezonul 6 (1995–1996)
Prințul din Bel Air (sezonul 6)